# Jennifer O’Loughlin
Jennifer O’Loughlin (* vor 2000) ist eine amerikanische Sopranistin.

## Werdegang
Sie hat unter Ruth Drucker ein Bakkalaureat in Musik erworben. Sie setzte ihre Musikstudien an der Manhattan School of Music fort und erwarb dort einen Magister der Musik unter Joan Patenaude-Yarnell. Von der Karajan Stiftung erhielt sie ein Stipendium für das Studio der Zürcher Oper und wurde kurz darauf Ensemble-Mitglied der Wiener Volksoper. Seit der Spielzeit 2014/15 ist sie im Ensemble des Gärtnerplatztheaters in München. Gegenwärtig studiert sie mit Mark Markham.
2013 erhielt sie den Maria Callas Preis und die Publikumsauszeichnung „Beliebteste Darstellerin“ für ihren Auftritt mit der Wahnsinnsarie aus Lucia di Lammermoor bei der Preisverleihung der Pariser Oper. Weiters debütierte sie 2013 erfolgreich in der Titelrolle in Händels Semele am Gärtnerplatztheater in München. An diesem Haus sang sie auch die Fiordiligi in Così fan tutte und eröffnete die Spielzeit 2015/16 als Amina in La sonnambula.
Jennifer O’Loughlin ist in Oper und Konzert in Europa, Amerika und Japan aufgetreten. Als Konstanze in Die Entführung aus dem Serail an der Bayerischen Staatsoper, als Susanna in
Le nozze di Figaro bei den Salzburger Festspielen, als Frau Fluth in Die lustigen Weiber von Windsor am Bunka Kaikan in Tokio, und als Cunegonde in Candide an der Wiener Volksoper, wo sie als beste weibliche Hauptdarstellerin für den Österreichischen Musiktheaterpreis 2013 nominiert wurde.
Beim Red Ribbon Celebration Concert 2014 trat Jennifer O’Loughlin mit Künstlern wie Piotr Beczała, Thomas Hampson, Yusif Eyvazov, Luca Pisaroni, Ildar Abdrasakow und Vesselina Kasarova auf. Die Solisten des Galakonzertes wurden vom ORF Radio Symphonie Orchester begleitet. Am darauf folgenden Abend sang  O’Loughlin in Apollo und Hyacinth bei der Eröffnung des Life Ball im österreichischen Fernsehen.
Sie arbeitete mit den Dirigenten Zubin Mehta, Daniel Harding, Manfred Honeck und James Conlon, für den sie in der Amerikanischen Uraufführung von Zemlinskys Maiblumen beim Musikfestival in Aspen sang. In Konzerten war Jennifer O’Loughlin mit dem Dänischen Nationalkammerorchester, dem Tonkünstlerorchester, dem Prager Symphonieorchester, dem Lincoln Symphonieorchester und bei den Festspielen in Salzburg und Bregenz zu hören.
Weitere Partien in Opern waren die Zerbinetta in Ariadne auf Naxos und Gilda in Rigoletto an der Wiener Volksoper,  Königin der Nacht in Die Zauberflöte an der Wiener Staatsoper, Hamburger Staatsoper, Oper Oslo und der Oper in Minnesota; Friedensbote in Rienzi am Théâtre du Capitole Toulouse; und Pamina in Die Zauberflöte am Grand Théâtre de Genéve.
Am Staatstheater am Gärtnerplatz, dessen Ensemble sie seit 2016 angehört, interpretierte sie verschiedene Rollen wie die Titelpartien in Maria Stuarda, Anna Bolena, La sonnambula, Martha und Semele, zudem Konstanze, Donna Anna („Don Giovanni“), Fiordiligi („Così fan tutte“), Leïla („Les Pêcheurs de Perles“) und Rosina („Der Barbier von Sevilla“).
O’Loughlin sang folgende Aufnahmen: in Acide von Haydn mit der Haydn Sinfonietta Wien (BIS), in Mass von Bernstein mit dem Tonkünstler Orchester (Chandos) und auf DVD in Rienzi am Théâtre du Capitole in Toulouse (Opus Arte).

## Auszeichnungen
- 2021: Bayerische Kammersängerin[2]